# Dmitrij Hvorostovskij
Dmitrij Aleksandrovič Hvorostovski (ruski: Дми́трий Алекса́ндрович Хворосто́вский, Krasnojarsk; 16. listopada 1962. – London, 22. studenog 2017.) bio je ruski operni bariton.

## Mladost i obrazovanje
Hvorostovski je rođen u Krasnojarsku, u Sibiru u razdoblju kada je taj grad većinom bio zatvoren za strance. Bio je jedinac. Njegovim su se odgojem bavili uglavnom baka i djed koji je, prema Dmitriju, bio ratni veteran i alkoholičar. Njegov otac, inženjer, i majka, ginekologinja, oboje su imali karijere kojima je trebalo posvetiti mnogo vremena i rijetko su vrijeme provodili doma osim tijekom vikenda i praznika. Dmitrij je studirao na Umjetničkoj akademiji u Krasnojarsku pod vodstvom Jekaterine Jofel. Debitirao je u operi svoga rodnog grada, kao Marullo u Rigolettu.

## Karijera
Hvorostovski je svjetski glas stekao kada je 1989. osvojio BBC-evo natjecanje Cardiff Singer of the World, pobijedivši lokalnoga favorita Bryna Terfela u posljednjem krugu. Izveo je tom prilikom Händelovu "Ombra mai fu" i "Per me giunto...O Carlo ascolta" iz Verdijeva Don Carlosa. Odmah nakon toga započeo je s nizom međunarodnih koncertnih recitala (u Londonu je debitirao 1989., u New Yorku 1990.).
Njegov operni debi na zapadu bio je u Nici s operom Pikova dama (opera) Petra Iljiča Čajkovskiog (1989.). U Italiji se predstavio u La Fenice kao Jevgenij Onjegin, čime je uspješno učvrstio svoj ugled. Nastavio je nastupom u Americi, u Lyric Opera of Chicago (1993.) u Travijati. Godine 1992. debitirao je u Royal Opera House u Covent Gardenu kao Riccardo u Puritancima Vincenza Bellinija.
S vremenom je nastupio u svim većim opernim kućama, uključujući Metropolitan Operu (debi 1995.), Berlinsku državnu operu, La Scalu i Bečku državnu operu. Posebno je poznat bio po tumačenju Jevgenija Onjegina, naslovnog lika istoimene opere Petra Iljiča Čajkovskog. The New York Times opisao ga je kao "rođenog za tu ulogu".
Godine 2002. Hvorostovski je nastupao na glavnoj svečanosti prikupljanja sredstva Ruskog društva za dobrobit djece, "Petruškinom balu". Bio je počasni direktor društva. Visok čovjek prerano posijedjele kose, Hvorostovski je svjetsku slavu stekao kao operni, ali i kao koncertni umjetnik. Časopis People svrstao ga je među 50 najljepših ljudi na svijetu, što je rijetkost među klasičnim glazbenicima. Njegov visok, srednje težak glas imao je tipičan tečan timbar ruskih baritona.
Recital sastavljen od novih aranžmana pjesama iz razdoblja Drugog svjetskog rata, (izvorno Песни военных лет - Pjesme iz ratnog doba, na engleski prevedeno kao Where Are You My Brothers? - Gdje ste, braćo moja?) izveo je 2003. godine pred šest tisuća ljudi u palači Moskovskog kremlja. Prijenos na ruskoj televiziji pratilo je 90 milijuna gledatelja. Isti program izveo je s petrogradskom simfonijom 16. siječnja 2004. za preživjele sudionike Opsade Lenjingrada.
Kasnijih se godina repertoar Hvorostovskog gotovo u potpunosti usmjerio na Verdijeve opere, kao što su Krabuljni ples, Travijata i Simon Boccanegra (opera). Godine 2009. sudjelovao je u izvedbi Trubadura u Metropolitan Operi u produkciji Davida McVicara sa Sondrom Radvanovsky.

## Nagrade
Godine 1987. osvojio je prvo mjesto na Glinkinom vokalnom natjecanju, a 1988. na pjevačkome natjecanju u Toulouseu. Međunarodnu slavu stekao je pobjedom na BBC-evu natjecanju Cardiff Singer of the World 1989. godine.
U Rusiji je 1991. osvojio i Glinkinu državnu nagradu i počasni naziv "ruski narodni umjetnik" 1995.

## Privatni život
Godine 1989. Hvorostovski je oženio Svetlanu, balerinu. Posvojio je njezinu kćer Mariju, a osim nje dobili su još dvoje djece, Danijela i Aleksandru. Rastali su se 1999. Po drugi se put oženio švicarskom soprankom Florence Illi. U braku su dobili dvoje djece, Ninu i Maksima.
U lipnju 2015. Hvorostovski je objavio da mu je dijagnosticiran tumor na mozgu i otkazao je sve nastupe zakazane za kolovoz. Predstavnici obitelji objavili su da će se liječiti u londonskoj bolnici Royal Marsden. Unatoč bolesti, Hvorostovski se vratio na scenu u Metropolitan Operi u rujnu, kao Grof od Lune u operi Trubadur u nizu od tri izvedbe uz Annu Netrebko. Dobio je snažne reakcije i od kritičara i od publike za svoj nastup.

## Smrt
Hvorostovski je umro 22. studenog 2017. u Londonu od tumora na mozgu, dijagnosticiranoga dvije godine ranije. Pokop je održan u Moskvi 27. studenog. Hvorostovski je kremiran i dio njegova pepela pokopan je na groblju Novodeviči u Moskvi, a ostatak u njegovome rodnom gradu, Krasnojarsku. 

## Vanjske poveznice
- Hvorostovsky.com, official website i
- Performances, Operabase
- Dmitri Hvorostovsky Virtual Archive
- Rani intervju s Dmitrijem Hvorostovskim Bruce Duffie, 23. rujna 1993. (u vrijeme debija u Americi, u Chicagu)